# Sydjylland
Sydjylland är beteckningen på en del av den jylländska halvön. Den sydligaste delen, det historiska Nordslesvig, betecknas emellertid Sønderjylland.